# Die drei ??? Kids
Die drei ??? Kids (Anhörenⓘ) ist eine Kinderbuch-Serie des Kosmos Verlags. Sie ist ein Ableger der erfolgreichen Buchserie Die drei ???, jedoch als eigenständige Serie zu betrachten. Die dazugehörige Hörspielserie wird vom Hörspiellabel Europa veröffentlicht.

## Entstehung
Nach dem großen Erfolg mit der Jugendbuchserie Die drei ??? hat sich der Kosmos-Verlag 1998 entschlossen, einen Ableger der Serie zu veröffentlichen, der gezielt ein wesentlich jüngeres Publikum, zwischen sechs und zehn Jahren, ansprechen soll. Die Inhalte der Geschichten sind altersgerechter und weniger komplex erzählt, zudem sind die Jungdetektive mit zehn Jahren deutlich jünger als in der Originalserie Die drei ??? (12 bzw. 16 Jahre).

## Handlung
Zwar orientieren sich die Figuren an der ursprünglichen Serie der drei ??? und erleben ihre Abenteuer in und um Rocky Beach, jedoch gibt es Abweichungen in der Ausgestaltung der Geschichten. Die Abenteuer der drei ??? Kids finden vor der Ursprungsserie Die drei ??? statt und beschreiben das Leben im Kindesalter der drei Detektive.
Die drei ??? Justus Jonas, Peter Shaw und Bob Andrews sind zehn Jahre alt, leben in Rocky Beach, einer fiktiven kalifornischen Küstenstadt, die zwischen Los Angeles und Santa Barbara liegt, und haben sich auf das Lösen von Fällen jeglicher Art spezialisiert. Ihre Zentrale ist die „Kaffeekanne“, ein ausrangierter Wassertank an einer stillgelegten Eisenbahnlinie. Hier ist ihr Treffpunkt, um ungestört von den Eltern und der Polizei ermitteln zu können. Die drei ??? stehen unter der polizeilichen Obhut des Kommissar Reynolds, den sie oftmals beim Lösen der Fälle antreffen. Er bezeichnet sie wiederholt als seine „Spezialeinheit“.

## Figuren

### Justus Jonas
Justus lebt bei seiner Tante Mathilda und seinem Onkel Titus auf einem Schrottplatz, da seine Eltern, als er fünf Jahre alt war, bei einem Flugzeugunglück (in einigen Folgen bei einem Autounfall) ums Leben gekommen sind. Justus’ Onkel ist Inhaber des Titus Jonas Wertstoffhandel. Justus mag es gar nicht, wenn er „Pummelchen“ genannt wird, da er Essen über alles liebt und auch ein paar Pfunde zu viel auf den Rippen hat. Er mag für sein Leben gern Schokolade. Als Anführer des Detektivtrios interessiert er sich für Fragen und Rätsel aller Art. Sein Kennzeichen ist das weiße Fragezeichen. Später möchte er sein Hobby zum Beruf machen und Kriminologe werden.

### Peter Shaw
Peter ist der Sportlichste im Bunde. Es gibt kaum eine Sportart, die er noch nicht ausprobiert hat. Sein Vater ist Trickexperte beim Film. Seine Hobbys sind Schwimmen, Leichtathletik und das Lösen von Fällen mit Justus und Bob. Trotz seiner Sportlichkeit ist Peter manchmal ein wenig ängstlich, zeigt aber Mut, wenn es notwendig ist. Sein Kennzeichen ist das blaue Fragezeichen. Als Berufswunsch gibt Peter an, dass er Profisportler, Detektiv und mindestens 100 Jahre alt werden möchte.

### Bob Andrews
Bob ist Brillenträger und eine richtige Leseratte. Er kann sich fast alles merken, was er einmal gelesen hat, was den drei Detektiven oft hilft. Sein Vater arbeitet bei einem großen Zeitungsverleger, der Los Angeles Post. Neben dem Stöbern von Büchern in Bibliotheken, mag Bob Musik hören, ins Kino gehen und sein Lieblingsgetränk Cola. Sein Kennzeichen ist das rote Fragezeichen. Beruflich möchte Bob ebenfalls wie sein Vater Reporter bei einer großen Zeitung werden und weiterhin seinem detektivischen Spürsinn nachgehen.

## Autoren
Die ersten Romane der Kids-Serie wurden von Ulf Blanck verfasst. Nachdem 2005 Boris Pfeiffer zum Autorenteam gestoßen war, wurde 2008 der erste Roman des Die-drei-???-Autors Ben Nevis herausgebracht. Von 2012 bis 2014 war auch Christoph Dittert Autor der Serie und steuerte sechs Romane für die Pocketausgaben bei.
| Autor             | Jahre     |
| ----------------- | --------- |
| Ulf Blanck        | 1998      |
| Boris Pfeiffer    | 2005      |
| Ben Nevis         | 2008–2013 |
| Christoph Dittert | 2012–2014 |

### Folgenindex
Eine ausführliche Übersicht über alle Bücher, Hörspiele mit deren Autoren und Erscheinungsjahren ist dem Hauptartikel → Liste der Die-drei-???-Kids-Folgen zu entnehmen.

## Bücher
Seit 1998 werden in der Regel jährlich vier neue Romane veröffentlicht. In den Jahren 2002 und 2003 wurden insgesamt zwei Ratekrimis zur Serie vom Autor Ulf Blanck veröffentlicht. Seit 2006 werden zudem jährlich zwei Mitratekrimis unter dem Serientitel Die drei ??? Kids und du herausgebracht, in dem der Leser aktiv am Lösen des Falls beteiligt wird. Als Autor ist Boris Pfeiffer verantwortlich. Neben diversen anderen Einzelveröffentlichungen gab es 2010, passend zur Weihnachtszeit, einen Adventskalender in Buchform, wo der Leser bis Heiligabend einen Fall zu lösen hat. 2012 wurde die Pocketreihe zur Serie wiederbelebt, nachdem 2006 schon sechs Romane im Pocketformat erschienen sind. Dabei handelt es sich um eigene Fälle, die jedoch nicht den Seitenumfang wie die regulären Folgen haben und kürzer sind.
Am 30. September 2014 erschien die erste Ausgabe eines Magazins zur Serie. Dieses erscheint sechs Mal im Jahr und wird mit einer Auflage von 70.000 Exemplaren im Verlag Blue Ocean Entertainment vertrieben. Es richtet sich nach Angabe des Verlags an Kinder im Alter von 6 bis 11 Jahren.

## Hörspiele
Parallel zu den Büchern wurden zu den ersten neun Folgen Hörbücher, gelesen vom Autor Ulf Blanck, vom Kosmos-Verlag herausgebracht. Im Jahre 2006 begann das Münchener Verlagshaus USM, Hörspiele zur Serie zu produzieren. Als Hauptsprecher waren Asad Schwarz-Msesilamba als Justus Jonas, Valentin Stilu als Peter Shaw und Nicolás Artajo als Bob Andrews tätig.
Mit dem Ende des Rechtsstreits zwischen Kosmos und Europa (→ Weitere Informationen zum Rechtsstreit) übernahm Europa die Produktion der Hörspiele, was zur Folge hatte, dass neue Hauptsprecher engagiert und die bereits herausgebrachten Hörspiele neu abgemischt wurden. Am 13. März 2009 erschienen sowohl die ersten sechs Folgen in einer Neufassung als auch neue, vorher unvertonte Folgen.
Die Hörspiele werden von Ulf Blanck und seinem Bruder Gunnar produziert. Für das Dialogbuch und die Regie ist ebenfalls Ulf Blanck verantwortlich. Aufgenommen wird im Studio Funk in Hamburg und im Studio Johannes Steck in München. Die Titelmelodie stammt vom Hamburger Komponisten und Produzenten Frank Ramond. Die Musik wurde von Jens Lueck, der auch die Atmosphärenmusik der Hörspiele mitkomponierte, im Art of Music Studio zusammen mit dem Kinderchor Hamburger Alsterspatzen aus Hamburg unter der Leitung von Jürgen Luhn aufgenommen.

### Sprecher
| Figur               | Sprecher                                                   |
| ------------------- | ---------------------------------------------------------- |
| Erzähler            | Johannes Steck                                             |
| Justus Jonas        | Jannik Schümann                                            |
| Peter Shaw          | Yoshij Grimm                                               |
| Bob Andrews         | David Wittmann                                             |
| Tante Mathilda      | Ingrid Capelle                                             |
| Onkel Titus         | Achim Schülke                                              |
| PHK Samuel Reynolds | Klaus Dittmann (Folgen 1–57) Bert Franzke (seit Folge 58)  |
| Mr. Porter          | Michael Habeck (Folgen 2–21) Tommi Piper (seit Folge 26)   |
| Giovanni            | Robert Missler (Folgen 2–60) Roland Geiger (seit Folge 62) |
| Ernesto Porto       | Holger Löwenberg (seit Folge 5)                            |
| Mr. Andrews         | Lennardt Krüger (Folge 3) Ole Jacobsen (seit Folge 12)     |
| Skinny Norris       | Tim Kreuer (seit Folge 14)                                 |

### Gastsprecher (Auswahl)
| A - Monty Arnold (6, 13, 44) B - Patrick Bach (30, 57) - Stefan Baumecker (37, 40, 69) - Tobias Brecklinghaus (23, 25–26, 35–36, 84, 89, 100) - Karin Buchholz (23, 49) C - Marisa Calcagno (2–4) - Julia Casper (17, 43) D - Ansgar Döbertin (19, Adventskalender) F - Mareike Fell (30, 57, 71) - Joscha Fischer-Antze (11, 21) G - Isabel García (3, 16, 18) - Jörg Gillner (7–8, 14–15) | H - Michael Habeck (2–3, 10–11, 13, 15–16, 18, 21) - Till Hagen (75, 94) - Mario Hassert (Adventskalender, 32) - Matthias Henkel (24–25, Adventskalender) J - Ole Jacobsen (12, 17, 24–25, 38, 46, 51, 57, 71, 78) K - Thomas Karallus (14, Adventskalender) L - Holger Löwenberg (5, 26, 30, Adventskalender, 53, 60, 76) - Michael Lott (65, 85, 91, 95) M - Lutz Mackensy (41, 43, 75) - Christian Melchert (20, 26) - Robert Missler (1, 2–6, 8, 10, 16, 18–19, 33, 57–58, 60) - Patrick Mölleken (47–48) - Djuwita Müller (24, 28) - Stefan Müller-Ruppert (37, 40) | P - Lia Pahl (9, 18, 57) - Tommi Piper (7, 26–28, 30, 33–34, 37, 58, 80, 86, 88, 91, 93–94, 96, 100) R - Utz Richter (1, 8) S - Christian Stark (20, 64) T - Detlef Tams (23, 35, 100) - Mirko Thiele (10, 42) - Lara Trautmann (45, 65) W - Douglas Welbat (10–11, 78) - Jens Wendland (10, 18, 24, 27) |

### Folgenindex
| - 01: Panik im Paradies (2009) - 02: Radio Rocky Beach (2009) - 03: Invasion der Fliegen (2009) - 04: Chaos vor der Kamera (2009) - 05: Flucht in die Zukunft (2009) - 06: Gefahr im Gruselgarten (2009) - 07: Gruft der Piraten (2009) - 08: Nacht unter Wölfen (2009) - 09: SOS über den Wolken (2009) - 10: Spuk in Rocky Beach (2009) - 11: Fluch des Goldes (2009) - 12: Internetpiraten (2010) - 13: Im Reich der Rätsel (2010) - 14: Gefahr aus dem All (2010) - 15: In der Geisterstadt (2010) - 16: Der magische Brunnen (2010) - 17: Rettet Atlantis (2010) - 18: Mission Maulwurf (2010) - 19: Spur in die Wildnis (2011) - 20: Die Schmugglerinsel (2011) - 21: Die Geisterjäger (2011) - 22: Einarmige Banditen (2011) - 23: Feuer in Rocky Beach (2011) - 24: Im Bann des Zauberers (2011) - 25: In letzter Sekunde (2012) - 26: Fußball-Alarm (2012) - 27: Die Schokofalle (2012) - 28: Diamantenjagd (2012) - 29: Monsterpilze (2012) - 30: Im Geisterschiff (2012) - 31: Rückkehr der Saurier (2013) - 32: Die Gruselfalle (2013) - 33: Nacht im Kerker (2013) - 34: Falsches Gold (2013) | - 35: Im Wilden Westen (2013) - 36: Mission Mars (2013) - 37: Der Fluch der Indianer (2014) - 38: Stunde der Wahrheit (2014) - 39: Der verrückte Erfinder (2014) - 40: Brennendes Eis (2014) - 41: Insel der Haie (2014) - 42: Fußballgötter (2015) - 43: Duell der Ritter (2015) - 44: Monster in Rocky Beach (2015) - 45: Ein Fall für Superhelden (2015) - 46: Jagd auf das Dino-Ei (2015) - 47: Falsche Fußballfreunde (2015) - 48: Tanz der Skelette (2016) - 49: Der singende Geist (2016) - 50: Schatz der Piraten (2016) - 51: Tatort Kletterpark (2016) - 52: Mächtige Magier (2016) - 53: Geheimnis der Tiere (2016) - 54: Zombie-Alarm (2016) - 55: Der schwarze Joker (2017) - 56: Das Rätsel der Könige (2017) - 57: Der Weihnachtsdieb (2017) - 58: Spur des Drachen (2017) - 59: Fußballhelden (2017) - 60: Gespensterjagd (2017) - 61: Alarm im Dino-Park (2017) - 62: Gefahr im Dschungel (2018) - 63: Monster-Wolken (2018) - 64: In der Schatzhöhle (2018) - 65: Mission Goldhund (2018) - 66: Geheimnis im Meer (2018) - 67: Der goldene Drache (2018) - 68: Chaos im Dunkeln (2019) | - 69: Die Rätselfalle (2019) - 70: Aufbruch ins All (2019) - 71: Tatort Trampolin (2019) - 72: Die Laser-Falle (2019) - 73: Surfstrand in Gefahr (2019) - 74: Das Schienen-Monster (2020) - 75: Der Fußball-Roboter (2020) - 76: Blinde Passagiere (2020) - 77: Die Musikdiebe (2020) - 78: Schrottplatz in Gefahr (2020) - 79: Achtung! Abenteuer (2020) - 80: Gefährlicher Nebel (2021) - 81: Turbo-Rennen (2021) - 82: Die Delfin-Piraten (2021) - 83: Fußball-Diebe (2021) - 84: Tatort Skater-Park (2021) - 85: Falscher Alarm (2021) - 86: Riesen in Rocky Beach (2022) - 87: Das Geisterspiel (2022) - 88: Schatz aus dem All (2022) - 89: Im Geistergarten (2022) - 90: Flug ins Nichts (2022) - 91: Gefahr im Spiegelkabinett (2023) - 92: Spuk im Leuchtturm (2023) - 93: Die Geistermühle (2023) - 94: Falsche Vampire (2023) - 95: Geheime Zeichen (2024) - 96: Der Schrottkönig (2024) - 97: Die Fragezeichen-Falle (2024) - 98: Die Geisterpferde (2024) - 99: Football-Falle (2025) - 100: 100 Stunden (2025) |  |
| Specials - Adventskalender (2012) - Der Weihnachtsdieb (2013) - Der Adventskalender: Ein Rätsel in 24 Tagen (2016) - Der Adventskalender: 24 Tage im Weihnachtsland (2017) - Der Adventskalender: 24 Tage im Weihnachtszirkus (2019) - Der Adventskalender: 24 Tage Chaos im Zoo (2021) - Der Adventskalender: 24 Tage eingeschneit (2022) - Der Adventskalender: 24 Tage Weihnachtsspuk (2023) - Der Adventskalender: 24 Tage Elfen-Alarm (2024) | | |  |
| Anmerkungen: 1. 2. | | |  |

## Spiele
- Die drei ??? Kids – Jagd auf das Phantom für PC und Nintendo 3DS
- Die drei ??? Kids – Die geheimnisvolle Schatulle als iOS- und als Android-App
- Die drei ??? Kids – Codewort Phantom als iOS- und als Android-App
- Die drei ??? Kids – Kampf um den Pokal für PC und als iOS- und Android-App

## Live-Veranstaltungen
Zwischen November 2011 und Mai 2012 führte das Darmstädter Kinder- und Jugendtheaterensemble Theater auf Tour das Stück Die drei ??? Kids – Der singende Geist in verschiedenen Städten Deutschlands auf. Das Stück wurde von den Autoren Ulf Blanck und Boris Pfeiffer geschrieben. Eine passende Buchadaption ist seit August 2011 erhältlich. Anders als bei der im November 2011 erschienen Hörspielumsetzung wurde das Buch als Folge 49 in die reguläre Folgenzählung aufgenommen. Das Hörspiel erschien als Special-Folge.
Mit dem Stück Der Weihnachtsdieb war das Ensemble Theater auf Tour wieder in verschiedenen Städten unterwegs. Zwischen November und Dezember 2013 wurde das Stück aufgeführt. Es basiert auf der Buchvorlage der Autoren Ulf Blanck und Boris Pfeiffer. Eine Hörspielumsetzung ist ebenfalls erschienen.

## Auszeichnungen
- Kids-Award
  - 5× Gold für die Folgen Die drei ??? Kids – 01 3er Box – Folgen 1–3, 26, 27, 02 3er Box – Folgen 4-6 und 03 3er Box – Folgen 7-9[3]

## Illustrationen
Anders als bei der Ursprungsserie Die drei ???, in der ausschließlich auf dem Cover eine Illustration zu sehen ist und bei der es strikt vermieden wird, die Gesichter der Protagonisten zu zeigen, setzt man in der Kids-Serie vermehrt auf bildliche Untermalungen von Szenen und Personen. Als Illustratoren sind Stefanie Wegner, Timo Müller, Imke Staats, Jens R. Nielsen, Kim Schmidt, Harald Juch, Gabriel Nemeth, Jan Saße, Marco Armbruster, Ingo Stein und Harald Schröder tätig.

## Rezeption
Nachdem sich die Serie im deutschsprachigen Raum etabliert hatte, wurde sie auch in andere Länder exportiert.
- Ungarn: Seit 2007 ermitteln die drei ??? Kids auch in Ungarn, als das CTP trió kids. Dort agieren sie unter den Namen Charlie, Tom und Peter.
- Slowakei: Auch in der Slowakei wird seit 2010 mit den drei ??? Kids gerätselt. Hier heißen sie Jupiterovi, Petrovi und Bobovi und agieren als Traja pátrači Junior.